# Клюшкин, Владимир Алексеевич
Владимир Алексеевич Клюшкин (29 февраля 1924 — 14 февраля 1995) — передовик советской электротехнической промышленности, мастер Камского кабельного завода Министерства электротехнической промышленности СССР, город Пермь, Герой Социалистического Труда (1966).

## Биография
Родился 29 февраля 1924 года в деревне Новофетинино, Покровского уезда Владимирской губернии в русской крестьянской семье. Окончив школу фабрично-заводского ученичества в городе Кольчугино Ивановской области, трудоустроился на завод "Электрокабель" В начале Великой Отечественной войны, вместе с заводом, был эвакуирован в город Ташкент Узбекской ССР.
С сентября 1942 года служил в войсках НКВД - МГБ СССР. Участник Великой Отечественной войны.
В 1948 году уволившись с военной службы, вернулся в город Ташкент и стал работать на заводе "Ташкабель". Работал мастером.
В 1960-х годах переехал на постоянное место жительство в город Пермь Пермской области, где был сооружён и введён в эксплуатацию новый завод "Камкабель". Работал опрессовщиком, наладчиком по агрегатам, сменным мастером изоляционного отдела, старшим мастером, начальником одного из отделов завода. 
Указом Президиума Верховного Совета СССР от 8 августа 1966 года за выдающиеся успехи в выполнении семилетнего плана и достижение высоких показателей работы Владимиру Алексеевичу Клюшкину присвоено звание Героя Социалистического Труда с вручением ордена Ленина и золотой медали «Серп и Молот».
Избирался членом Пермского обкома КПСС. В 1970 году с семьёй вернулся в город Кольчугино Владимирской области, где вновь трудоустроился на завод "Электрокабель". Трудился на этом предприятии до выхода на заслуженный отдых. 
Проживал в Кольчугино Владимирской области. Умер 14 февраля 1995 года.

## Награды
За трудовые успехи удостоен:
- золотая звезда «Серп и Молот» (08.08.1966)
- орден Ленина (08.08.1966)
- Медаль «За трудовую доблесть» (26.04.1963)
- Медаль «За трудовое отличие» (20.09.1962)
- другие медали.